# Nandayus vorohuensis
Nandayus vorohuensis es la única especie extinta de las dos que integran el género Nandayus de la familia de los loros (Psittacidae), cuyas especies se denominan loros ñanday o cotorras de cabeza negra. N. vorohuensis habitaba el Plioceno tardío de la región pampeana del centro-este de América del Sur.  

## Características y reproducción
N. vorohuensis es algo mayor que la especie viviente. Seguramente se reproducía de manera similar a la única especie viviente del género, Nandayus nenday, la que lo hace en huecos que escavan en los troncos de árboles o palmeras, en áreas temporalmente inundables del dominio fitogeográfico chaqueño.

## Distribución y taxonomía
N. vorohuensis habitó en el Plioceno tardío de la provincia de Buenos Aires, en la región centro-oriental de la Argentina.
Esta especie fue descrita originalmente en el año 1996 por los ornitólogos Eduardo P. Tonni y Jorge I. Noriega.
N. vorohuensis fue fundada gracias a un cráneo —sin la región dorsal— y su mandíbula completa, salvo por un pequeño fragmento faltante correspondiente a la región postarticular izquierda, ambas piezas proceden de un mismo individuo. El código asignado para el holotipo es el MLP 94-IV -1-1. Se encuentra depositado en las colecciones del departamento científico de Paleontología de Vertebrados del Museo de La Plata (MLP). 
Los restos fueron exhumados en la bajada sur del balneario «Terrazas del Marquesado», en el partido de General Pueyrredón, provincia de Buenos Aires. Allí, los acantilados marítimos poseen una altura de aproximadamente 8 metros. 
Estratigráficamente se lo detectó en un perfil compuesto por limolitas arenosas, marrón grisáceas —en húmedo— a marrón amarillento pálido —en seco— justo bajo un nivel con mayor carbonatación (de carbonato de calcio). Estos sedimentos portadores son asignables a la «formación Vorohué» (o piso/edad «Marplatense»), subpiso o subedad «vorohuense», en el Plioceno superior o tardío. Esta formación aflora en sectores de la costa marítima bonaerense, presentando como límite inferior el perfil correspondiente a la formación Chapadmalense.
La evidencia paleontológica sugiere que N. vorohuensis habitaba en ambientes forestados, bajo condiciones climáticas cálidas y húmedas. En noviembre de 2013 se dio a conocer una reconstrucción hecha de los músculos de su mandíbula.

### Etimología
La etimología de su apelativo específico se origina en el correspondiente a la procedencia estratigráfica del material, la «formación Vorohué». El término Vorohué es un topónimo, que en idioma mapuche significa: 'lugar con huesos'.